# Sędów (powiat poddębicki)
Sędów – wieś w Polsce położona w województwie łódzkim, w powiecie poddębickim, w gminie Wartkowice.
| SIMC    | Nazwa       | Rodzaj    |
| ------- | ----------- | --------- |
| 0716796 | Władysławów | część wsi |

W latach 1975–1998 miejscowość należała administracyjnie do województwa sieradzkiego.